# Germaine Lix
Pour les articles homonymes, voir Lix.
Germaine Justine Sigoillot dite Germaine Lix, née le 26 décembre 1893 à Paris 12e et décédée le 3 février 1986 à Richebourg, est une actrice et chanteuse française.

## Théatre
- 1923 : Ma femme est photogénique

## Filmographie
- 1933 : Tire au flanc de Henry Wulschleger : Madame Blandin-d'Ombelles
- 1933 : Plein aux as de Jacques Houssin : Madame Pardignon
- 1934 : Le Greluchon délicat de Jean Choux : La chanteuse
- 1935 : Conscience de Robert Boudrioz (court métrage)
- 1936 : Notre-Dame-d'Amour de Pierre Caron : Félicité Pastorel
- 1936 : Les Demi-vierges de Pierre Caron
- 1936 : Maria de la nuit de Willy Rozier
- 1938 : Si tu reviens de Jacques Daniel-Norman : Madame Lemonnier
- 1939 : Le jour se lève de Marcel Carné : La chanteuse
- 1941 : Romance de Paris de Jean Boyer : Madame Lourmel
- 1942 : Le Prince charmant de Jean Boyer : Madame Bréchaud

## Discographie
- 1927 : Tu payes un bock, Mon anisette
- 1930 : Tu sais si bien parler aux femmes
- 1932 : Saint Laurent du Maroni
- 1933 : Quand j'ai bu mon p'tit coup de Bordeaux, Les filles ont une âme, Sans repentir, Ne reviens pas
- 1935 : J'vends d'lamour, Celles qui n'ont pas eu de printemps, Maison louche, L'escadre d'amour
- 1939 : Quelque part en France, Accordéon, c'est toi qui chante, Mon p'tit kaki

## Distinctions
- Officier de l'ordre des Palmes académiques (arrêté du ministre de l'Éducation nationale de novembre 1937)[2].